# Universidad Federal de Goiás
La Universidad Federal de Goiás (portugués: Universidade Federal de Goiás) es una universidad pública que se encuentra en la ciudad de Goiânia, capital del estado de Goiás, Brasil, y es la universidad más grande de ese estado.
Hay más de 79 colegios y universidades en el estado de Goias;